# Dunavtsi (distrikt i Bulgarien, Vidin, Obsjtina Vidin, lat 43,92, long 22,82)
Dunavtsi (bulgariska: Дунавци) är ett distrikt i Bulgarien.   Det ligger i kommunen Obsjtina Vidin och regionen Vidin, i den nordvästra delen av landet, 140 km norr om huvudstaden Sofia.
Trakten runt Dunavtsi består till största delen av jordbruksmark. Runt Dunavtsi är det ganska tätbefolkat, med 134 invånare per kvadratkilometer.